# Mont Bellevue
Mont Bellevue är ett berg i Kanada.   Det ligger i provinsen Québec, i den sydöstra delen av landet, 300 km öster om huvudstaden Ottawa. Toppen på Mont Bellevue är 333 meter över havet, eller 12 meter över den omgivande terrängen. Bredden vid basen är 0,31 km.
Terrängen runt Mont Bellevue är huvudsakligen platt, men söderut är den kuperad. Runt Mont Bellevue är det ganska tätbefolkat, med 248 invånare per kvadratkilometer.. Närmaste större samhälle är Sherbrooke, 2,5 km nordost om Mont Bellevue. 
Runt Mont Bellevue är det i huvudsak tätbebyggt.